# Gaudonville
Gaudonville é uma comuna francesa na região administrativa de Occitânia, no departamento de Gers. Estende-se por uma área de 7,39 km². Em 2010 a comuna tinha 113 habitantes (densidade: 15,3 hab./km²).